# Freeform (televizní stanice)
Freeform (v letech 2001–2016 ABC Family) je americká televizní stanice, která je sesterskou stanicí celostátní televize ABC. Stanice je vlastněná společností Disney–ABC Television Group, která je divizí The Walt Disney Company a v jejím čele sedí Michael Riley. Stanice je zaměřena na rodinné filmy a pořady orientované na dívky a ženy (věk 15-30). Vysílají archivní pořady i z vlastní tvorby.

## Aktuální program

### Drama
| Název                      | Premiérové datum  | Aktuální řada |
| Drama                      | Drama             | Drama         |
| -------------------------- | ----------------- | ------------- |
| Troufalky                  | 11. července 2017 | 5             |
| Siréna                     | 29. března 2018   | 3             |
| Good Trouble               | 8. ledna 2019     | 2             |
| Motherland: Fort Salem     | 18. března 2020   | 1             |
| Komedie                    |                   |               |
| Grown-ish                  | 3. ledna 2018     | 3             |
| Everything's Gonna Be Okay | 16. ledna 2020    | 1             |

## Připravující programy
| Název            | Premiérové datum |
| Drama            | Drama            |
| ---------------- | ---------------- |
| Last Summer      | TBA              |
| Komedie          |                  |
| Unrelated        | TBA              |
| Animovaný seriál |                  |
| Betches          | TBA              |
| Woman World      | TBA              |

## Minulé programy
- Melissa a Joey (2010–2015)
- The Lying Game (2011–2013)
- Twisted (2013–2014)
- Ravenswood (2013-14)
- Chasing Life (2014–2015)
- Dead of Summer (2016)
- Ben and Lauren: Happily Ever After? (2016)
- Guilt (2016)
- Záměna (2011–2017)
- Prolhané krásky (2010–2017)
- Stitchers (2015–2017)
- Tři kluci a nemluvně (2012–2017)
- The Fosters (2013–2018)
- Vzhůru ke hvězdám (2017–2018)
- Mladí a hladoví (2014–2018)
- Alone Together (2018)
- Lovci stínů: Nástroje smrti (2016–2019)
- Cloak & Dagger (2018–2019)
- Prolhané krásky: Perfekcionistky (2019)
- Party of Five (2020)

## Charakteristika
Stanice nabízí své vlastní pořady a také sezónní program:

### 25 dní Vánoc
Od roku 1996 stanice odpočítává dny do Vánoc (1. prosinec - 25. prosinec). Vysílají se vánočně zaměřené filmy a vánoční speciály televizních seriálů Prolhané krásky, Záměna, Chasing Life.

### Kickoff To Christmas
Od roku 2007 začíná odpočítávání dní do Vánoc už 1. listopadu. Toto speciální vysílání funguje jako příprava na 25 dní Vánoc. Vysílají se vánoční filmy a seriály.

### 31 nocí Halloweenu
(1. října - 31. října) - vysílají se hororové a strašidelné filmy a pořady od roku 1998. Své místo mají i speciální halloweenské díly jejich úspěšného seriálu Prolhané krásky.

### Spring Crush
V roce 2013 začala stanice odpočívat dny do začátku jara. Během toho se vysílají filmy s jarní tematikou, včetně Na vlásku, Hop, Moderní popelka, Fame-cesta za slávou a další. V roce 2013 měl premiéru originální muzikálový film Lovestruck: The Musical.

### Summer Crush
Od roku 2002 probíhá odpočítávání do začátku léta. Na stanici se vysílají filmy s letní tematikou: Maturiťák, Deník Princezny, Poslední píseň, Kočka, Sesterstvo putovních kalhot, Hairspray a další.